# NHST Media Group
NHST Media Group är ett norskt medieföretag som äger Norges största affärstidning Dagens Næringsliv, Tradewinds, Upstream, Europower, Recharge och Intrafish Media. I Sverige äger NHST Media Group bolaget Mynewsdesk. Förkortningen NHST kommer från Norges Handels og Sjøfartstidende.